# جان نلسون (وکیل)
جان نلسون (انگلیسی: John Nelson (lawyer)؛ ۱ ژوئن ۱۷۹۱ – ۱۸ ژانویهٔ ۱۸۶۰) یک سیاست‌مدار، وکیل، و دیپلمات اهل ایالات متحده آمریکا بود.